# اچ‌تی‌سی دیزایر
اچ‌تی‌سی دیزایر (به انگلیسی: HTC Desire) یک گوشی تلفن همراه ساخت کمپانی اچ‌تی‌سی است که در ۱۶ فوریهٔ سال ۲۰۱۰ رونمایی شد و در نیمهٔ دوم همان سال در اروپا و استرالیا پخش شد.

## سخت‌افزار
اچ‌تی‌سی دیزایر از یک پردازندهٔ ARMv7 Snapdragon یک گیگاهرتزی استفاده کرده، این گوشی دارای یک دوربین ۵ مگاپیکسلی با فوکوس اتوماتیک و فلاش است. در جلوی گوشی یک نمایشگر ۳٬۷ اینچی AMOLED موجود است، دیزایر قابلیت پخش و ضبط فیلم اچ‌دی را داراست.

## نرم‌افزار
دیزایر دارای سیستم عامل اندروید نسخهٔ ۲٬۱ است و آپدیت آن به ورژن ۲٬۲ در تاریخ‌های زیر قابل دسترسی شد:
- اروپا: ۱ اوت ۲۰۱۰
- آسیای جنوب شرقی: ۳۰ اوت ۲۰۱۰
- هند: ۱ سپتامبر ۲۰۱۰
- ژاپن: ۸ اکتبر ۲۰۱۰
- ایالات متحده: ۸ فوریهٔ ۲۰۱۱

## گالری تصاویر

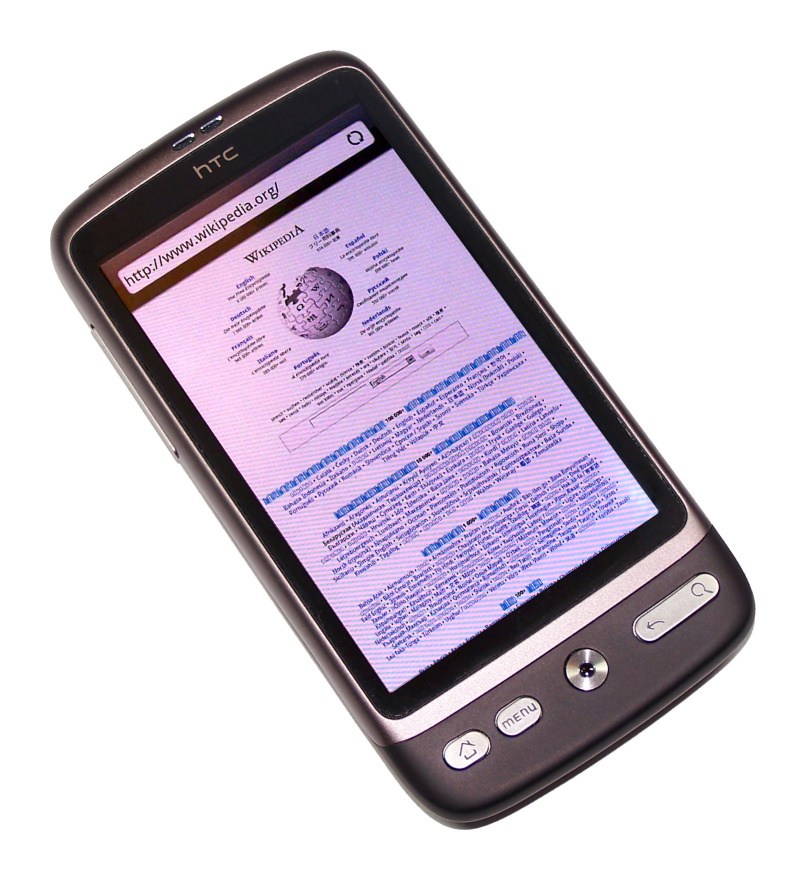
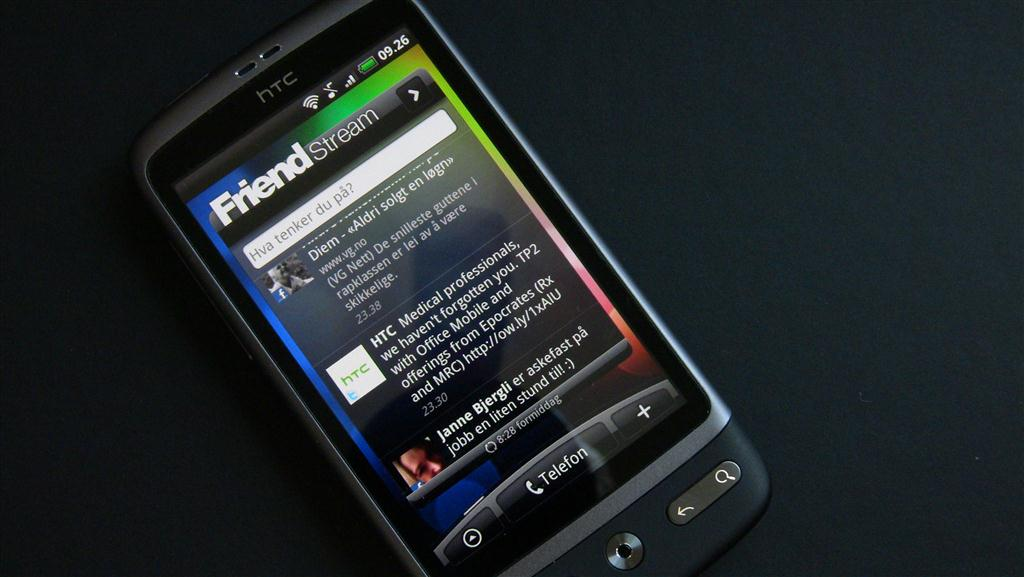